# Freaks (Timmy Trumpet and Savage)
Freaks è un brano musicale pubblicato dal disc jockey australiano Timmy Trumpet eseguito con la collaborazione del rapper Savage e pubblicato dall'8 agosto 2014 per il download digitale.